# Observatoire de Saint-Véran
L'observatoire de Saint-Véran — Paul Felenbok est un observatoire astronomique français situé sur le pic de Château Renard, dans la municipalité de Saint-Véran, dans les Hautes-Alpes. À une altitude de 2 930 mètres, il est l'un des observatoires les plus hauts d'Europe, après l'observatoire du Sphinx. Ses installations sont gérées par l'organisation d'astronomie amateur AstroQueyras.
La première découverte réalisée par l'observatoire serait l'astéroïde (48159) Saint-Véran, observé le 16 avril 2001, en même temps que la découverte de (264476) Aepic.

## Histoire
L'observatoire est construit en 1974 en tant qu'extension de l'observatoire de Paris. En 1990, on permet à des astronomes amateurs d'utiliser son télescope de type Cassegrain, ayant un miroir primaire de 62 cm.

## Liste d'objets mineurs découverts
Le Centre des planètes mineures crédite à l'observatoire de Saint-Véran la découverte des astéroïdes suivants (entre 2001 et 2005) :
| (48159) Saint-Véran      | 16 avril 2001      |
| (72819) Brunet           | 18 avril 2001      |
| (77441) Jouve            | 18 avril 2001      |
| (108140) Alir            | 16 avril 2001      |
| (124104) Balcony         | 17 avril 2001      |
| (128633) Queyras         | 8 septembre 2004   |
| (145445) Le Floch        | 2 septembre 2005   |
| (149865) Michelhernandez | 29 août 2005       |
| (152071) 2004 RW7        | 6 septembre 2004   |
| (156879) Eloïs           | 4 mars 2003        |
| (156880) Bernardtregon   | 4 mars 2003        |
| (158657) Célian          | 4 mars 2003        |
| (178830) Anne-Véronique  | 18 avril 2001      |
| (181108) 2005 QS76       | 28 août 2005       |
| (182262) Solène          | 17 avril 2001      |
| (184610) 2005 RN         | 1er septembre 2005 |
| (186946) 2004 RB12       | 7 septembre 2004   |
| (197869) 2004 RZ7        | 6 septembre 2004   |
| (202010) 2004 RE12       | 8 septembre 2004   |
| (211473) Herin           | 4 mars 2003        |
| (221044) 2005 QT88       | 29 août 2005       |
| (232409) Dubes           | 4 mars 2003        |
| (235014) 2003 ES4        | 4 mars 2003        |
| (240285) 2003 ET1        | 4 mars 2003        |
| (247709) 2003 EV1        | 4 mars 2003        |
| (264476) Aepic           | 16 avril 2001      |
| (268298) 2005 QW88       | 30 août 2005       |
| (277204) 2005 QV88       | 30 août 2005       |
| (288711) 2004 RG12       | 8 septembre 2004   |
| (299312) 2005 QN84       | 30 août 2005       |
| (303781) 2005 RP         | 1er septembre 2005 |
| (308352) 2005 QO75       | 28 août 2005       |
| (312731) 2010 SS9        | 8 septembre 2004   |
| (323507) 2004 RZ11       | 7 septembre 2004   |
| (334698) 2003 EZ4        | 7 mars 2003        |
| (354515) 2004 RX7        | 6 septembre 2004   |
| (366842) 2005 QH75       | 28 août 2005       |
| (385637) 2005 QQ88       | 29 août 2005       |
| (461381) 2001 HS         | 17 avril 2001      |
| (481006) 2004 RV7        | 6 septembre 2004   |